# Hexenhaus – Blut für die Zombies
Hexenhaus – Blut für die Zombies (Original: Dead Dudes in the House, auch The House on Tombstone Hill) ist ein US-amerikanischer Low-Budget-Horrorfilm aus dem Jahr 1991, der unter der Regie von James Riffel für Troma entstand.

## Handlung
Der Film beginnt im Jahr 1948. Die alte gebrechliche Leatherbee bewohnt mit ihrer Tochter Annabelle ein abseits gelegenes, mehrstöckiges Haus. Eines Tages ermordet sie, die zuvor selbst Opfer eines brutalen Einbrechers wurde, im Blutrausch ihren Nachbarn vor den Augen ihrer scheinbar gleichgültigen Tochter. Kurze Zeit später erleidet die alte Dame einen Herzinfarkt, stirbt und wird später von ihrer Tochter im Garten des Hauses beerdigt. Unmittelbar danach erhängt sich auch Ann am Grab ihrer Mutter. Seitdem gilt das Haus als verflucht.
40 Jahre später kauft der nichtsahnende Mark das alte inzwischen heruntergekommene Landhaus, in dem einst die Tragödie stattfand und lädt sechs seiner Freunde ein, ihm bei der Renovierung seines soeben äußerst günstig erworbenen Anwesens zu helfen. Bei der Besichtigung des Grundstückes entdecken sie im Garten den geheimnisvollen Grabstein einer gewissen Abigail Leatherbee, den der rebellische und launische Bob kurzerhand mutwillig zerstört. Vor dem Haus finden sie einige Momente später eine Schlinge samt dazugehörigem Galgen. Etwas irritiert beschließt man, das vermeintlich menschenleere Haus zu inspizieren.
Voller Tatendrang schicken sie zunächst Joey los, um Bier einzukaufen, als die übrigen sechs während ihrer Arbeit im Haus die Bekanntschaft mit einer alternden, sich merkwürdig verhaltenden Greisin machen, der sie jedoch noch wenig Beachtung schenken. Mit dem Auftauchen der alten Dame, die mit der Zerstörung der Ruhestätte unbemerkt erwachte, verschließen sich aber wie von selbst sämtliche Fenster und Türen, also sämtliche Fluchtmöglichkeiten. Wenig später ermordet die alte Frau mit unvorstellbarer Härte Mark, der als Zombie aufersteht und fortan seiner Freundin Jamie und den anderen nach dem Leben trachtet.
Der vom Einkauf zurückkehrende Joey wird das zweite Opfer der Greisin, erwacht ebenfalls als wandelnde Leiche und beteiligt sich an der Jagd nach seinen schockierten Freunden. Nach und nach wird die inzwischen gewarnte und notdürftig bewaffnete Gruppe, die weiterhin vergebens einen Fluchtweg sucht, dezimiert bis lediglich Ron übrigbleibt. Unterstützung findet er in einem zuvor eingebrochenem Teenager, der sich mit seinem inzwischen mutierten Freund Rick aus purer Langeweile Zutritt zum Gebäude verschaffte, nun aber ebenfalls gefangen ist.
Das Duo verschanzt sich vor den blutrünstigen Wesen, kann in der Folge auch einige Kreaturen unschädlich machen, bevor es in einem finalen Kampf der alten Frau gegenübersteht. Ron und sein jugendlicher Helfer werden beide ernsthaft verwundet, dennoch gelingt es den beiden unter Aufbietung aller Kraftreserven, die mordende Frau auszuschalten und sie zu verstümmeln, bevor beide das Bewusstsein verlieren. Am Ende des Films wacht der verletzte Ron in der Morgendämmerung auf, öffnet die nunmehr unverschlossene Eingangstür, wird jedoch hinterrücks von seinem jugendlichen, nunmehr verwandelten Mitkämpfer niedergestreckt.

## Kritiken
„Gefilmt wurde in relativer Langsamkeit, es gibt sehr viele, sehr lange Kameraeinstellungen, auch hier und da einige storytechnische Längen, aber zum größten Teil macht der Film tatsächlich Spaß, weil einige Dinge einfach so herrlich doof sind. Für jeden Fan von B-Movies ist der Film absolut empfehlenswert.“